# Anabioza

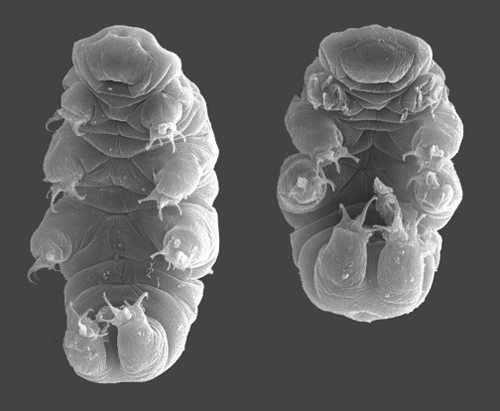
Hypsibius dujardini – przykład niesporczaka zdolnego do anabiozy

Anabioza (gr. anabíosis ‘ożywianie’), życie utajone – odwracalny, przejściowy stan skrajnego obniżenia aktywności życiowej (tzw. pozornej śmierci) organizmu, będący odpowiedzią na niekorzystne warunki środowiska naturalnego (np. zbyt niska temperatura, niedostatek wody).
Występuje u pierwotniaków (cysty), bakterii (zarodniki), roślin (nasiona w stadium spoczynkowym) oraz niższych zwierząt (niesporczaków i wrotków mcholubnych). Czasami zachodzi również u bardziej złożonych organizmów, takich jak dżdżownice. Zimowe lub letnie odrętwienie u ryb i płazów oraz sen zimowy ssaków także mają związek z anabiozą.
Stan sztucznej hibernacji, podobnej do anabiozy, wywołuje się także u człowieka podczas przeprowadzania niektórych zabiegów chirurgicznych.
W zależności od przyczyny wywołującej ten stan wyróżniane są:
- anhydrobioza – wywołana brakiem odpowiedniej ilości wody,
- anoksybioza – wywołana niewystarczającą ilością tlenu,
- encystacja – wywołana brakiem odpowiedniej ilości pożywienia,
- osmobioza – wywołana zmianą ciśnienia osmotycznego w środowisku.